# Gert Bjerendal
Gert Bjerendal, född 12 juni 1955, är en svensk bågskytt. Han deltog vid olympiska sommarspelen 1984 och olympiska sommarspelen 1988.